# Jonathan Bouck
Jonathan David Bouck (Winter Park, 16 agosto 1982) è un attore canadese.
Fratello maggiore dell'attrice Brittany Paige Bouck, Jonathan è nato a Winter Park, in Florida ed è conosciuto per la sua interpretazione nel film Small Soldiers, di Joe Dante.
Attualmente vive a Chatsworth, California.

## Filmografia
- Small Soldiers (1998) - Brad
- "General Hospital" (1993) - Matt Reynolds
- "ABC After School Specials" (1 episodio, 1996) - Chad
- "SeaQuest DSV" (1 episodio, 1994) - Boy
- The Man from Left Field (1993) - Jackie Denard
- Parenthood (1989) - Dwarf
- Days of Our Lives (7 episodi, 2002) - Dozer
- "The Amanda Show" (1 episodio, 2001)
- "Baywatch" (1 episodio, 2000) - Mike Miller